# Adalbert Wunderlich mladší
Adalbert Philipp Wunderlich (19. dubna 1842 České Budějovice – 12. dubna 1901 České Budějovice), byl rakouský politik německé národnosti z Čech, poslanec Českého zemského sněmu.

## Biografie
Jeho otec Adalbert Wunderlich byl významným budějovickým měšťanem a v 50. letech 19. století zastával i funkci starosty Českých Budějovic.
Adalbert Wunderlich mladší vystudoval reálnou školu v Českých Budějovicích a Vídni. Pak studoval hospodářství. Po více než tři roky hospodařil v Jistebnici. Po smrti svého otce se přestěhoval zpět a působil jako statkář v Českých Budějovicích. Podnikl studijní cesty po Německu a Itálii. Spoluzakládal budějovickou německou tělovýchovu (Turnverein). Od roku 1872 byl členem okresního výboru a později byl i náměstkem okresního starosty nebo okresním silničním referentem. Zasedal v městské radě. Zastával také post předsedy okresního německého zemědělského a lesnického spolku. V březnu 1900 byl zvolen za čestného člena tohoto sdružení.
Zapojil se i do vysoké politiky. V zemských volbách roku 1895 byl zvolen na Český zemský sněm, kde zastupoval kurii městskou, obvod České Budějovice. Uváděl se tehdy jako německý liberální poslanec (Německá pokroková strana). V květnu 1899 byla jeho volba ovšem anulována rozhodnutím sněmu a on ztratil mandát. V doplňovacích volbách v prosinci 1899 ho nahradil Franz Vollgruber.
V téže době, kdy Wunderlich ztratil mandát na sněmu, byl 19. května 1899 stižen mrtvicí. Ještě po čtyřech dnech tisk uváděl, že zemský poslanec Wunderlich nenabyl vědomí.
Zemřel v dubnu 1901.